# 스테드패스트관코과일박쥐
스테드패스트관코과일박쥐(Paranyctimene tenax)는 큰박쥐과에 속하는 박쥐의 일종이다. 인도네시아 서파푸아 주와 파푸아뉴기니에서 발견된다.